# Metacirolana serrata
Metacirolana serrata là một loài chân đều trong họ Cirolanidae. Loài này được Bruce miêu tả khoa học năm 1980.